# Ebhausen
Ebhausen település Németországban, azon belül Baden-Württembergben. Lakosainak száma 4862 fő (2023. december 31.). Ebhausen Rohrdorf és Nagold községekkel határos.

## Népesség
A település népessége az elmúlt években az alábbi módon változott:
| Lakosok száma | 3045 | 3149 | 3471 | 3359 | 3622 | 4249 | 4780 | 4863 | 4700 | 4862 |
|               | 1961 | 1967 | 1974 | 1980 | 1987 | 1993 | 2000 | 2006 | 2013 | 2023 |